# 로즈 앤 그레고리
로즈 앤 그레고리(The Mirror Has Two Faces)는 미국에서 제작된 바브라 스트라이샌드 감독의 1996년 멜로/로맨스 영화이다. 바브라 스트라이샌드 등이 주연으로 출연하였고 바브라 스트라이샌드 등이 제작에 참여하였다.

## 출연

### 주연
- 바브라 스트라이샌드
- 제프 브리지스
- 피어스 브로스넌
- 조지 시걸
- 미미 로저스
- 브렌다 바카로
- 로렌 바콜

### 조연
- 오스틴 펜들튼

## 제작진
- 미술: 톰 H. 존
- 의상: 데오니 V. 알드리지
- 배역: 보니 피니건

## 한국어 더빙 성우진(MBC, 2001년 10월 27일)
- 김관철 - 그레고리 (제프 브리지스)
- 박선영 - 로즈 (바브라 스트라이샌드)
- 김은영 - 로즈의 엄마 (로렌 바콜)
- 박일 - 알렉스 (피어스 브로스넌)
- 이미자
- 박조호
- 김호성
- 한수림
- 고성일
- 김지영
- 이자옥
- 채의진
- 최한
- 표영재